# Город у реки
«Город у реки» (латгальский: Piļsāta pi upis) — латвийский художественный фильм 2020 года. Режиссёр фильма — Виестурс Кайриш . Сценарий фильма основан на романе латышского автора в изгнании Гунарса Яновскиса с одноимённым названием. Главные роли исполняют Давис Сухаревскис, Йоз Будрайтис, Гундарс Аболиньш, Агнесе Цируле и Бригита Чмунтова. Фильм на латгальском языке.
Фильм «Город у реки» рассказывает о жизни в маленьком городе в Латгалии, конца 30-х начала 40-х годов прошлого века. В круговороте смены властей находится юноша Ансис, работающий маляром.
Съёмки проходили в Латгалии: в Краславе, Лудзе, Резекне, Варакнянах, Даугавпилсе, а также в Субате и в устье Лиелупского моря.
В марте 2020 года фильм стал доступен на платформе Vimeo On Demand.
В 2021 году фильм получил Гран-при Московского еврейского кинофестиваля.